# Білокриницький загальнозоологічний заказник
Білокрини́цький зака́зник — загальнозоологічний заказник місцевого значення в Україні. Розташований у Кременецькому районі Тернопільської області, між колишнім селом Фещуки (тепер південний присілок Білокриниці) та містом Кременець, у межах лісового урочища «Буда». 
Площа 457 га. Оголошений об'єктом природно-заповідного фонду рішенням виконкому Тернопільської обласної ради від 30 червня 1986 року, № 198. Перебуває у віданні ДП «Кремененьке лісове господарство» (Білокриницьке лісництво, кв. 24-30, 44). Рішенням Тернопільської обласної ради від 22 липня 1998 року, № 15, мисливське угіддя Білокриницького заказника надані у користування Кременецької районної організації УТМР як постійно діюча ділянка з охорони, збереження та відтворення мисливської фауни. 
Під охороною — місце відтворення та відновлення мисливської фауни.
Входить до складу Національного природного парку «Кременецькі гори».